# Estación de Presidio
Presidio fue una estación de trenes que se encuentra en Villa Unión, Sinaloa. Actualmente, la estructura de la antigua estación ya no existe.

## Historia
La estación fue edificada en una fracción de un lote que fue parte de los terrenos comunales de Villa Unión, los cuales fueron adquirido por la Compañía de la Southern Pacific Railroad de Mexico, mediante escritura el 8 de julio de 1907, para parte de la estación que al sur del pueblo de Villa Unión debía levantar la empresa y para el paso de la vía férrea que se proponía construir entre Guaymas y Guadalajara. En 1918 estaba construida la línea desde Nogales hasta La Quemada.